# Glenn Corbett
Glenn Corbett (* 17. August 1933 in El Monte, Kalifornien als Glenn Rothenburg; † 16. Januar 1993 in San Antonio, Texas) war ein US-amerikanischer Schauspieler.
Corbett war Sohn eines Automechanikers. Während seiner Zeit bei der Navy lernte er seine spätere Frau Judy Daniels kennen. Sie war an einem College beschäftigt und ermutigte ihn, in dortigen Aufführungen aufzutreten. So kam er in Kontakt mit Columbia Pictures. Seinen ersten Auftritt als Filmschauspieler hatte er in dem Spielfilm The Crimson Kimono von 1959, in den nachfolgenden Jahren kam es aber nur zu kleineren Kinorollen.
Im Fernsehen trat er erstmals in einer größeren Rolle als Wes Macauley in der nur kurzzeitigen Serie Unruhige Jahre (It’s a Man’s World, 1962–1963) in Erscheinung. Seinen Bekanntheitsgrad in den USA steigerte er weiter, als er im Jahr 1963 George Maharis in einer der beiden Hauptrollen in der beliebten Dramaserie Route 66 ersetzte. Im deutschen Fernsehen spielte er 1973 den amerikanischen Ermittler Sandy in der Tatort-Folge Tote Taube in der Beethovenstraße. Weiterhin spielte er in zahlreichen Fernsehserien als Gastdarsteller mit, so unter anderem in den Serien Die Leute von der Shiloh Ranch, Raumschiff Enterprise und Bonanza. In den 1980er-Jahren hatte er eine wiederkehrende Nebenrolle als Paul Morgan in der Serie Dallas.
Als Filmschauspieler war Corbett weniger erfolgreich, spielte aber Nebenrollen in einigen bekannten Filmen. Mit John Wayne drehte er die beiden Filme Chisum und Big Jake, außerdem spielte er den Sohn von James Stewart in Der Mann vom großen Fluß.
Corbett, dessen zwei Ehen geschieden wurden, hatte aus erster Ehe einen Sohn und eine Tochter. Er starb mit 59 Jahren an Lungenkrebs.

## Filmografie (Auswahl)
- 1959: The Crimson Kimono
- 1960: Geheimakte M (Man on a String)
- 1960: Der Kommandant (The Mountain Road)
- 1960: Und der Herr sei uns gnädig (All the Young Men)
- 1961: Mörderisch (Homicidal)
- 1961: Piraten am Todesfluß (The Pirates of Blood River)
- 1962–1963: Unruhige Jahre (It’s a Man’s World; Fernsehserie, 19 Folgen)
- 1963–1964: Route 66 (Fernsehserie, 32 Folgen)
- 1965: Die Leute von der Shiloh Ranch (The Virginan; Fernsehserie, Folge The Awakening)
- 1965: Der Mann vom großen Fluß (Shenandoah)
- 1966–1967: The Road West (Fernsehserie, 29 Folgen)
- 1968: Raumschiff Enterprise (Star Trek; Fernsehserie, Folge Metamorphose)
- 1970: Chisum
- 1971: Big Jake
- 1973: Tatort: Tote Taube in der Beethovenstraße (Fernsehfilm)
- 1974: Megaman – Ein Söldner dreht durch (Ride in a Pink Car)
- 1974–1975: Petrocelli (Fernsehserie, 2 Folgen)
- 1976: Schlacht um Midway (Midway)
- 1976–1979: The Doctors (Seifenoper)
- 1982: Ein Colt für alle Fälle (The Fall Guy; Folge Goin' for It!)
- 1983–1991: Dallas (Fernsehserie, 20 Folgen)
- 1992: Für Gesetz und Mord (Shadow Force)